# Seechow-kiiyaahaan
Seechow-kiiyaahaan (Secho-kiyahang), banda North Fork Wailaki Indijanaca, porodica Athapaskan,  s obje obale North Fork Eel Rivera u Kaliforniji, nastanjena u kraju od bande Seetaandoon'-kaiyaah i nizvodno niz Wilson Creek. 
Ova banda imala je selo Seelhtciidaadin "stone red mouth place" i ljetni kamp Tootak'it  "between water."